# Università degli Studi di Foggia
Die Università degli Studi di Foggia – (UniFG) ist eine staatliche Universität mit Sitz in Foggia in der italienischen Region Apulien. Die Universität wurde 1999 gegründet. Im Jahr 2020/2021 waren 11.715 Studierende eingeschrieben.

## Organisation
Die Universität ist in sieben Fachbereiche – sogenannte dipartimenti – unterteilt.
- Dipartimento di Economia – Wirtschaftswissenschaften
- Dipartimento di Economia, Management e Territorio – Wirtschaftswissenschaften, Management und Territorium
- Dipartimento di Giurisprudenza – Rechtswissenschaften
- Dipartimento di Medicina Clinica e Sperimentale – Fachbereich für klinische und experimentelle Medizin
- Dipartimento di Scienze Mediche e Chirurgiche – Fachbereich Medizinische und Chirurgische Wissenschaften
- Dipartimento di Scienze Agrarie, Alimenti, Risorse Naturali e Ingegneria – Fachbereich Agrarwissenschaften, Lebensmittel, natürliche Ressourcen und Ingenieurwesen
- Dipartimento di Studi Umanistici. Lettere, Beni Culturali, Scienze della Formazione – Fachbereich Geisteswissenschaften, Philologie, Kulturgüter, Erziehungswissenschaften.

### Fakultäten
- Erziehungswissenschaften
- Rechtswissenschaften
- Wirtschaftswissenschaften

### Postgraduale Studiengänge
- Master

## Rektoren
- Antonio Muscio (1999–2008)
- Giuliano Volpe (2008–2013)
- Maurizio Ricci (seit 2013)
- Pierpaolo Limone (seit 2019)